# Phylidonyris undulatus
Phylidonyris undulatus е вид птица от семейство Meliphagidae.

## Разпространение
Видът е разпространен в Нова Каледония.